# Szürkehasú kardinális
A szürkehasú kardinális (Caryothraustes poliogaster)  a madarak osztályának verébalakúak (Passeriformes) rendjébe és a  kardinálispintyfélék (Cardinalidae) családjába tartozó faj.

## Rendszerezése
A fajt Bernard du Bus de Gisignies belga ornitológus írta le 1847-ben, a Pitylus nembe Pitylus poligaster néven.

## Alfajai
- Caryothraustes poliogaster poliogaster (Du Bus de Gisignies, 1847)
- Caryothraustes poliogaster scapularis (Ridgway, 1888)[2]

## Előfordulása
Mexikó, Belize, Costa Rica, Guatemala, Honduras, Nicaragua és Panama területén honos. Természetes élőhelyei a szubtrópusi vagy trópusi síkvidéki esőerdők. Állandó, nem vonuló faj.

## Megjelenése
Testhossza 18–19 centiméter.

## Életmódja
Növényi és állati eredetű élelmiszerekkel is táplálkozik.

## Természetvédelmi helyzete
Az elterjedési területe nagyon nagy, egyedszáma pedig ismeretlen. A Természetvédelmi Világszövetség Vörös listáján nem fenyegetett fajként szerepel.